# Червоне (Миколаївський район)
Червоне́ —  село в Україні, у Воскресенській селищній громаді Миколаївського району Миколаївської області. Населення становить 545 осіб.

## Населення
Згідно з переписом УРСР 1989 року чисельність наявного населення села становила 536 осіб, з яких 257 чоловіків та 279 жінок.
За переписом населення України 2001 року в селі мешкали 544 особи.

### Мова
Розподіл населення за рідною мовою за даними перепису 2001 року:
| Мова       | Відсоток |
| ---------- | -------- |
| українська | 87,71 %  |
| російська  | 6,61 %   |
| молдовська | 1,65 %   |
| білоруська | 0,18 %   |
| інші       | 3,85 %   |

### Загинули
- Дмитрук Олександр Степанович (1970—2022) — солдат Збройних сил України, учасник російсько-української війни, що загинув у ході російського вторгнення в Україну в 2022 році.